# Thor (самопідіймальне судно)
Thor — морське будівельне судно, яке залучалось до проведення робіт зі спорудження офшорних вітрових електростанцій.

## Характеристики
Судно спорудили у 2010 році на польській верфі Crist (місто Гданськ) на замовлення німецької компанії Hochtief Solutions. Остання у 2015 році продала його бельгійській групі DEME.
За своїм архітектурно-конструктивним типом Thor відноситься до самопідіймальних (jack-up) та має чотири опори максимальною довжиною по 82 метри, що дозволяє йому діяти в районах з глибинами моря до 50 метрів. Судно обладнане краном вантажопідйомністю 500 тон, а на його робочій палубі площею 1850 м2 може розміщуватись до 2700 тон вантажу. Точність встановлення на місці робіт забезпечується системою динамічного позиціювання DP2.
На судні можливе розміщення 56 осіб. Для перевезення персоналу та вантажів Thor має гелікоптерний майданчик.

## Завдання судна

### Офшорна вітроенергетика
На початку 2010-х років судно брало участь у монтажі турбін на ВЕС BARD 1 (німецький сектор Північного моря). Інвестори станції спочатку розраховували провести ці роботи за допомогою власної установки Wind Lift I, проте через технічні проблеми були вимушені залучити ще чотири судна, одним з яких було Thor.
У вересні 2013 року Thor розпочало монтаж вітрових агрегатів на ще одній німецькій північноморській ВЕС Глобаль-Тех I, проте виконало лише кілька таких операцій, після чого до справи взялись спеціалізовані судна.
У 2015 році Thor законтрактували на три місяці для проведення робіт з обслуговування турбін на бельгійській станції Торнтон-Банк.